# Comamonadaceae
Famille
Les Comamonadaceae sont une famille de protéobactéries à coloration Gram négative de l'ordre des Burkholderiales, qui comprend une trentaine de genres.
Certains représentants de la famille des Comamonadaceae ont été isolés du sol, de la boue, de l'eau et d'environnements industriels ou terrils miniers. Certaines espèces sont des bactéries phytopathogènes (Acidovorax spp., Xylophilus ampelinus). Certains isolats d'Acidovorax spp. et de Comamonas spp. sont issus de prélèvements cliniques, mais sont considérées comme non pathogènes.

## Liste des genres
Selon Catalogue of Life (15 août 2014) :
- genre Acidovorax
- genre Alicycliphilus
- genre Brachymonas
- genre Caenibacterium
- genre Caldimonas
- genre Comamonas
- genre Curvibacter
- genre Delftia
- genre Diaphorobacter
- genre Giesbergeria
- genre Hydrogenophaga
- genre Hylemonella
- genre Lampropedia
- genre Macromonas
- genre Malikia
- genre Ottowia
- genre Polaromonas
- genre Ramlibacter
- genre Rhodoferax
- genre Simplicispira
- genre Variovorax
- genre Xenophilus

Selon World Register of Marine Species (15 août 2014) :
- genre Acidovorax Willems, Falsen, Pot, Jantzen, Hoste, Vandamme, Gillis, Kersters & De Ley, 1990
- genre Alicycliphilus Mechichi, Stackebrandt & Fuchs
- genre Brachymonas Hiraishi, Shin & Sugiyama, 1995
- genre Comamonas
- genre Curvibacter
- genre Delftia Wen, Fegan, Hayward, Chakraborty & Sly, 1999
- genre Diaphorobacter Khan & Hiraishi, 2003
- genre Giesbergeria Grabovich, Gavrish, Kuever, Lysenko, Podkopaeva & Dubinina, 2006
- genre Hydrogenophaga
- genre Lampropedia Schroeter, 1886
- genre Macromonas Utermohl & Koppe, 1924
- genre Pelomonas Xie & Yokota, 2005
- genre Polaromonas
- genre Ramlibacter
- genre Rhodoferax Hiraishi, Hoshino & Satoh, 1992
- genre Simplicispira Grabovich, Gavrish, Kuever, Lysenko, Podkopaeva & Dubinina, 2006
- genre Variovorax Willems, De Ley, Gillis & Kersters, 1991

## Liste des genres, espèces, sous-espèces et non-classés
Selon NCBI (15 août 2014) :
- genre Acidovorax
  - Acidovorax aerodenitrificans
  - Acidovorax anthurii
  - Acidovorax avenae
    - sous-espèce Acidovorax avenae subsp. avenae
      - sous-espèce Acidovorax avenae subsp. avenae ATCC 19860
      - sous-espèce Acidovorax avenae subsp. avenae RS-1

  - Acidovorax caeni
  - Acidovorax cattleyae
  - Acidovorax citrulli
    - non-classé Acidovorax citrulli AAC00-1
    - non-classé Acidovorax citrulli ZJU1106

  - Acidovorax defluvii
  - Acidovorax delafieldii
    - non-classé Acidovorax delafieldii 2AN

  - Acidovorax ebreus
    - non-classé Acidovorax ebreus TPSY

  - Acidovorax facilis
  - Acidovorax konjaci
  - Acidovorax oryzae
    - non-classé Acidovorax oryzae ATCC 19882

  - Acidovorax radicis
    - non-classé Acidovorax radicis N35
    - non-classé Acidovorax radicis N35v

  - Acidovorax soli
  - Acidovorax temperans
    - non-classé Acidovorax temperans CB2

  - Acidovorax valerianellae
  - Acidovorax wautersii
  - Acidovorax wohlfahrtii
- genre Alicycliphilus
  - Alicycliphilus denitrificans
    - non-classé Alicycliphilus denitrificans BC
    - non-classé Alicycliphilus denitrificans K601
- genre Brachymonas
  - Brachymonas chironomi
    - non-classé Brachymonas chironomi DSM 19884

  - Brachymonas denitrificans
    - non-classé Brachymonas denitrificans DSM 15123

  - Brachymonas petroleovorans
    - non-classé Brachymonas petroleovorans CHX
- genre Caenimonas
  - Caenimonas koreensis
    - non-classé Caenimonas koreensis DSM 17982

  - Caenimonas terrae
- genre Caldimonas
  - Caldimonas hydrothermale
  - Caldimonas manganoxidans
    - non-classé Caldimonas manganoxidans ATCC BAA-369

  - Caldimonas taiwanensis
    - non-classé Caldimonas taiwanensis NBRC 104434
- genre Candidatus Symbiobacter
  - Candidatus Symbiobacter mobilis
    - non-classé Candidatus Symbiobacter mobilis CR
- genre Comamonas
  - Comamonas aquatica
    - non-classé Comamonas aquatica DA1877
    - non-classé Comamonas aquatica NBRC 14918

  - Comamonas badia
    - non-classé Comamonas badia DSM 17552

  - Comamonas baltica
  - Comamonas composti
    - non-classé Comamonas composti DSM 21721

  - Comamonas denitrificans
  - Comamonas granuli
    - non-classé Comamonas granuli NBRC 101663

  - Comamonas guangdongensis
  - Comamonas jiangduensis
  - Comamonas kerstersii
  - Comamonas koreensis
  - Comamonas margaretae
  - Comamonas nitrativorans
    - non-classé Comamonas nitrativorans DSM 13191

  - Comamonas odontotermitis
  - Comamonas terrae
  - Comamonas terrigena
    - non-classé Comamonas terrigena NBRC 13299

  - Comamonas testosteroni
    - non-classé Comamonas testosteroni ATCC 11996
    - non-classé Comamonas testosteroni CNB-1
      - non-classé Comamonas testosteroni CNB-2

    - non-classé Comamonas testosteroni I2
    - non-classé Comamonas testosteroni KF-1
    - non-classé Comamonas testosteroni NBRC 100989
    - non-classé Comamonas testosteroni NL2512
    - non-classé Comamonas testosteroni P19
    - non-classé Comamonas testosteroni S44
    - non-classé Comamonas testosteroni TK102
    - non-classé Pseudomonas dacunhae ATCC 21192

  - Comamonas thiooxydans
  - Comamonas zonglianii
- genre Curvibacter
  - Curvibacter delicatus
    - non-classé Curvibacter delicatus NBRC 14919

  - Curvibacter fontanus
  - Curvibacter gracilis
    - non-classé Curvibacter gracilis ATCC BAA-807

  - Curvibacter lanceolatus
    - non-classé Curvibacter lanceolatus ATCC 14669

  - Curvibacter putative symbiont of Hydra magnipapillata
- genre Delftia
  - Delftia acidovorans
    - non-classé Delftia acidovorans CCUG 15835
    - non-classé Delftia acidovorans CCUG 274B
    - non-classé Delftia acidovorans NBRC 14950
    - non-classé Delftia acidovorans PCA12
    - non-classé Delftia acidovorans SPH-1

  - Delftia lacustris
  - Delftia litopenaei
  - Delftia tsuruhatensis
    - non-classé Delftia tsuruhatensis ARB
    - non-classé Delftia tsuruhatensis NBRC 16741
- genre Diaphorobacter
  - Diaphorobacter nitroreducens
    - non-classé Diaphorobacter nitroreducens JCM 11421

  - Diaphorobacter oryzae
    - non-classé Diaphorobacter oryzae DSM 22780
- genre Doohwaniella
  - Doohwaniella chitinasigens
- genre Giesbergeria
  - Giesbergeria anulus
  - Giesbergeria giesbergeri
  - Giesbergeria kuznetsovii
  - Giesbergeria sinuosa
  - Giesbergeria voronezhensis
- genre Hydrogenophaga
  - Hydrogenophaga atypica
  - Hydrogenophaga bisanensis
  - Hydrogenophaga caeni
  - Hydrogenophaga carboriundus
  - Hydrogenophaga defluvii
  - Hydrogenophaga flava
    - non-classé Hydrogenophaga flava NBRC 102514

  - Hydrogenophaga intermedia
    - non-classé Hydrogenophaga intermedia NBRC 102510
    - non-classé Hydrogenophaga intermedia S1

  - Hydrogenophaga palleronii
    - non-classé Hydrogenophaga palleronii NBRC 102513

  - Hydrogenophaga pseudoflava
    - non-classé Hydrogenophaga pseudoflava NBRC 102511

  - Hydrogenophaga taeniospiralis
    - non-classé Hydrogenophaga taeniospiralis CCUG 15921
    - non-classé Hydrogenophaga taeniospiralis NBRC 102512
- genre Hylemonella
  - Hylemonella gracilis
    - non-classé Hylemonella gracilis ATCC 19624
    - non-classé Hylemonella gracilis str. Niagara R
- genre Kinneretia
  - Kinneretia asaccharophila
- genre Lampropedia
  - Lampropedia hyalina
    - non-classé Lampropedia hyalina DSM 16112
- genre Limnohabitans
  - Limnohabitans australis
  - Limnohabitans curvus
  - Limnohabitans parvus
    - non-classé Limnohabitans parvus II-B4

  - Limnohabitans planktonicus
    - non-classé Limnohabitans planktonicus II-D5
- genre Macromonas
  - Macromonas bipunctata
- genre Malikia
  - Malikia granosa
  - Malikia spinosa
- genre Ottowia
  - Ottowia pentelensis
  - Ottowia shaoguanensis
  - Ottowia thiooxydans
    - non-classé Ottowia thiooxydans DSM 14619
- genre Pelomonas
  - Pelomonas aquatica
  - Pelomonas puraquae
  - Pelomonas saccharophila
  - Pelomonas soli
- genre Polaromonas
  - Polaromonas aquatica
  - Polaromonas cryoconiti
  - Polaromonas ginsengisoli
  - Polaromonas glacialis
  - Polaromonas hydrogenivorans
  - Polaromonas jejuensis
    - non-classé Polaromonas jejuensis NBRC 106434

  - Polaromonas naphthalenivorans
    - non-classé Polaromonas naphthalenivorans CJ2

  - Polaromonas rhizosphaerae
  - Polaromonas vacuolata
  - Polaromonas sp.S2H49
- genre Pseudacidovorax
  - Pseudacidovorax intermedius
    - non-classé Pseudacidovorax intermedius NH-1
- genre Pseudorhodoferax
  - Pseudorhodoferax aquiterrae
  - Pseudorhodoferax caeni
  - Pseudorhodoferax soli
- genre Ramlibacter
  - Ramlibacter henchirensis
  - Ramlibacter tataouinensis
    - non-classé Ramlibacter tataouinensis TTB310
- genre Rhodoferax
  - Rhodoferax antarcticus
    - non-classé Rhodoferax antarcticus ANT.BR

  - Rhodoferax fermentans
  - Rhodoferax ferrireducens
    - non-classé Rhodoferax ferrireducens T118

  - Rhodoferax saidenbachensis
    - non-classé Rhodoferax saidenbachensis ED16
- genre Schlegelella
  - Schlegelella aquatica
  - Schlegelella thermodepolymerans
- genre Simplicispira
  - Simplicispira limi
  - Simplicispira metamorpha
  - Simplicispira psychrophila
    - non-classé Simplicispira psychrophila DSM 11588
- genre Variovorax
  - Variovorax boronicumulans
    - non-classé Variovorax boronicumulans NBRC 103145

  - Variovorax defluvii
  - Variovorax dokdonensis
  - Variovorax ginsengisoli
  - Variovorax paradoxus
    - non-classé Variovorax paradoxus 110B
    - non-classé Variovorax paradoxus 4MFCol3.1
    - non-classé Variovorax paradoxus B4
    - non-classé Variovorax paradoxus EPS
    - non-classé Variovorax paradoxus NBRC 15149
    - non-classé Variovorax paradoxus S110

  - Variovorax soli
    - non-classé Variovorax soli NBRC 106424
- genre Verminephrobacter
  - Verminephrobacter aporrectodeae
    - sous-espèce Verminephrobacter aporrectodeae subsp. caliginosae
    - sous-espèce Verminephrobacter aporrectodeae subsp. tuberculatae
      - sous-espèce Verminephrobacter aporrectodeae subsp. tuberculatae At4

  - Verminephrobacter eiseniae
    - non-classé Verminephrobacter eiseniae EF01-2
- genre Xenophilus
  - Xenophilus aerolatus
  - Xenophilus azovorans
    - non-classé Xenophilus azovorans DSM 13620